# Лук'ян Тимофієнко
Лук'ян (Лукаш) Тимофієнко (*д/н — після 1707) — український політичний та військовий діяч, кошовий отаман Війська Запорозького у 1706—1707 роках.

## Життєпис
Про місце і дату народження немає відомостей. У 1703 році обіймав посаду військового судді. За своєю службою деякий час листувався з генеральним суддею Василем Кочубеєм.
У травні 1706 року обирається кошовим отаманом. Під час своєї каденції отримав листа до запорожців від імператора Петра I, який у вересні того року перебував у Києві, щодо надання допомоги. У відповіді кошовий повідомляв, що відправив охочих козаків разом з полковником Гнатом Галаганом, водночас спростовував наклепи гетьмана Івана Мазепи на Січ й бідкався стосовно утисків лівобережної старшини та російських офіцерів запорожців. Наприкінці 1706 року Тимофієнко зумів порозумітися з Мазепою й налагодити діалог. Водночас виник конфлікт з воєводами Кам'яного Затону — Степаном Бахметьєвим та Іллею Чиріковим. Московський уряд став на бік останніх, бажаючи зберегти фортецю біля Січі, водночас перед загрозою вторгнення шведського війська намагався залагодити цей конфлікт.
У січні 1707 року переобирається на посаду, проте вже у червні того ж року поступився посадою Петрові Сорочинському. Про подальшу долю Тимофієнка нічого невідомо.
На жаль невідомо, звідки родом, Лукаш Тимофієнко, і чи був він на Кам'янській Січі. 
Поблизу Січі на Кам'янці, є місто Берислав, в метричних книгах на початку 19 століття,там були козаки Тимофієнки,з містечка Сорочинців,трохи далі Берислава, лежало село Козацьке, там було таке прізвище, однак,за результатами досліджень, це кріпаки, які не мали ніякого родинного відношення ні до отамана Тимофієнко, ні до козаків з Сорочинців.